# Lijst van burgemeesters van Ommen
Dit is een lijst van burgemeesters van de Nederlandse gemeente Ommen in de provincie Overijssel. In 1818 werd de gemeente Ommen gesplitst in de gemeenten Avereest, Stad Ommen en Ambt Ommen en met ingang van mei 1923 werden de gemeenten Stad en Ambt Ommen weer samengevoegd tot de gemeente Ommen. Vanaf 1848 hadden de gemeenten Stad Ommen en Ambt Ommen dezelfde burgemeester.

## Stad Ommen
| Ambtsperiode    | Naam burgemeester          | Partij of stroming | Bijzonderheden |
| --------------- | -------------------------- | ------------------ | -------------- |
| ca. 1605        | Derk Meiners               |                    |                |
| 1614            | Jasper Hessels             |                    |                |
| 1614 - 1648     | Derck Roeloffzen           |                    |                |
| 1614            | Hendrick Jaecker           |                    |                |
| 1620 - 1632     | Gert Henrixen              |                    |                |
| 1620 - 1623     | Gerrit Jans                |                    |                |
| 1620            | Hermen Peters              |                    |                |
| 1621 - 1623     | Michell Lambertsen         |                    |                |
| 1621            | Derck Arentsen             |                    |                |
| 1628            | Hans van Myllyngen         |                    |                |
| 1632 - 1648     | Herman Andriessen/Anderson |                    |                |
| 1632            | Egbert Lambertzen          |                    |                |
| 1642 - 1651     | Roeloff Lambers            |                    |                |
| 1642            | Willem Dercksen            |                    |                |
| 1643 - 1657     | Rotger Egbertsen           |                    |                |
| 1643 - 1647     | mr. Derck Henrixson        |                    |                |
| 1643            | Arent Jansen/Hansen        |                    |                |
| 1643 - 1653     | Arent Cost                 |                    |                |
| 1647 - 1648     | Jan Janse Kremer           |                    |                |
| 1647            | Roelof Jansen              |                    |                |
| 1647 - 1657     | Engbert Petersen           |                    |                |
| 1650 - 1668     | Willem Harms               |                    |                |
| 1650 - 1666     | Hermen Hendricks           |                    |                |
| 1650            | Henric Velthuijs           |                    |                |
| 1650            | Claes Claess               |                    |                |
| 1655 - 1668     | Jan Kerstkens/Karssies     |                    |                |
| 1655 - 1677     | Remmelt Jans               |                    |                |
| 1666            | Engbert Willems            |                    |                |
| 1666 - ca. 1684 | Gerrit Egberts             |                    | ovl. voor 1686 |
| 1667            | Jasper Geers               |                    |                |
| 1667            | Jan Dercks                 |                    |                |
| 1668            | Roelof Rotgers             |                    |                |
| 1676            | Hermen Engbers             |                    |                |
| 1676            | Gerrit Smalbrugge          |                    |                |
| 1676 - 1678     | Jan Willems (Swarte)       |                    |                |
| 1677 - 1682     | Jan Tusvelt                |                    |                |
| 1678            | Egbert Alten               |                    |                |
| 1678            | Jan Haerts                 |                    |                |
| 1680            | Jurrien Stuive             |                    |                |
| 1682            | Albert Jaspers             |                    |                |
| 1729            | Jan Friesendorp            |                    |                |
| 1748            | Harmen Bos                 |                    |                |
| 1748 - 1765     | Hendrik Hofmeijer          |                    |                |
| 1748            | Egbertus Friesendorp       |                    |                |
| 1748            | Frederik Smit              |                    |                |
| 1803 - 1811     | Jan Kramer                 |                    |                |
| 1803 - 1811     | Evert Makkinga             |                    |                |
| 1803 - 1811     | Elias de Vries             |                    |                |
| 1804 - 1811     | Antonie Hermanus Visscher  |                    |                |

## Gemeente Ommen
| Ambtsperiode | Naam burgemeester          | Partij of stroming | Bijzonderheden                                                                   |
| ------------ | -------------------------- | ------------------ | -------------------------------------------------------------------------------- |
| 1811 - 1813  | Johannes Amama Chevallerau |                    | maire van stad en kerspel Ommen                                                  |
| 1813         | Johannes Amama Chevallerau |                    | burgemeester van de stad Ommen en schout van het kerspel Ommen                   |
| 1814 - 1818  | Johannes Amama Chevallerau |                    | burgemeester van Ommen, werd burgemeester van de gemeenten Ambt Ommen en Den Ham |

## Gemeente Stad Ommen (1818-1848)
| Ambtsperiode | Naam burgemeester                                        | Partij of stroming | Bijzonderheden                          |
| ------------ | -------------------------------------------------------- | ------------------ | --------------------------------------- |
| 1818 - 1829  | Willem Arnold van Laer                                   |                    |                                         |
| 1829 - 1843  | Hendrik Jansen Smit                                      |                    |                                         |
| 1844 - 1845  | jhr. Albert Sandberg                                     |                    |                                         |
| 1845 - 1848  | mr. Gijsbert Lucas Geerlig baron van Fridagh (1821-1890) |                    | werd tevens burgemeester van Ambt Ommen |

## Gemeente Ambt Ommen (1818-1848)
| Ambtsperiode | Naam burgemeester          | Partij of stroming | Bijzonderheden                                |
| ------------ | -------------------------- | ------------------ | --------------------------------------------- |
| 1818 - 1832  | Johannes Amama Chevallerau |                    | tevens schout, later burgemeester van Den Ham |
| 1833 - 1838  | mr. J.H. Dikkers           |                    |                                               |
| 1838 - 1848  | jhr. Albert Sandberg jr.   |                    |                                               |

## Gemeenten Stad en Ambt Ommen (1848-1923)
| Ambtsperiode | Naam burgemeester                                        | Partij of stroming | Bijzonderheden |
| ------------ | -------------------------------------------------------- | ------------------ | --- |
| 1848 - 1851  | mr. Gijsbert Lucas Geerlig baron van Fridagh (1821-1890) |                    | was sinds 1845 burgemeester van alleen Stad Ommen                                                                       |
| 1851 - 1856  | Willem Christiaan Theodoor van Nahuys (1820-1901)        |                    | was burgemeester van Diepenheim, werd burgemeester van Wijhe; in 1885 werd hij jonkheer; vader van jhr. J.L. van Nahuys |
| 1857 - 1891  | Alexander Carel Bouwmeester                              |                    | |
| 1891 - 1900  | Tinco Martinus Wentholt                                  |                    | was burgemeester van Steenwijk                                                                                          |
| 1900 - 1906  | jhr. Juliaan Lodewijk van Nahuys                         |                    | was burgemeester van Hasselt; zoon van jhr. W.C.T. van Nahuys                                                           |
| 1906 - 1916  | mr. Anne Gerard Wolter baron Bentinck                    |                    | |
| 1916 - 1923  | Cornelis Edzard Warmold Nering Bögel                     |                    | bleef burgemeester van Ommen                                                                                            |

## Gemeente Ommen
| Ambtsperiode | Naam burgemeester                    | Partij of stroming | Bijzonderheden                                                       |
| ------------ | ------------------------------------ | ------------------ | -------------------------------------------------------------------- |
| 1923 - 1952  | Cornelis Edzard Warmold Nering Bögel |                    | was burgemeester van de samengevoegde gemeenten                      |
| 1945         | A.J. Immink                          |                    | waarnemend                                                           |
| 1952 - 1974  | mr. C.P. van Reeuwijk                |                    | was burgemeester van Marken                                          |
| 1974 - 1990  | drs. Hendrik Carel Knoppers          | CHU / CDA          |                                                                      |
| 1990 - 1997  | Reinier Willem ter Avest             | CDA                | werd burgemeester van Middenveld                                     |
| 1998 - 2000  | Leonard Bernard Kobes                | CDA                | waarnemend, werd burgemeester van Wierden                            |
| 2000         | Leo (L.V.) Elfers                    | CDA                | waarnemend, tevens burgemeester van Dalfsen                          |
| 2001 - 2007  | Arend ten Oever                      | CDA                | was burgemeester van Nieuwleusen, dat werd samengevoegd met Dalfsen. |
| 2007 - 2011  | Gerrit Jan Kok                       | VVD                |                                                                      |
| 2011 - 2012  | Marriët Mittendorff                  | CDA                | waarnemend                                                           |
| 2012 - 2015  | Marc-Jan Ahne                        | D66                | afgetreden                                                           |
| 2015 - 2017  | Mark Boumans                         | VVD                | waarnemend                                                           |
| 2017         | Bas Verkerk                          | VVD                | waarnemend                                                           |
| 2017 - heden | Hans Vroomen                         | CDA                | [ 3 ]                                                                |
| 2024 - 2025  | Tjeerd van der Zwan                  | PvdA               | waarnemend                                                           |